# Leptomastix gigantum
Leptomastix gigantum – gatunek błonkówki z rodziny suskowatych.
Gatunek ten został opisany w 2016 roku przez G. Dżaposzwiliego na podstawie dwóch samic, odłowionych w Tbilisi.
Bleskotka o ciele długości od 2,4 do 2,9 mm. Ubarwiona żółto z brązowymi: bokami oczu, czułkami z wyjątkiem trzonka, tylnymi ⅔ mesopleuronu i pozatułowiem. Po bokach przedplecza występują ciemne kropki a na wierzchu gaster ciemne znaki. Na głowie przyoczka rozstawione są na planie rozwartokątnego trójkąta, a krawędź potyliczna jest ostra. Długość biczyka czułków wraz z buławką wynosi blisko trzykrotność szerokości głowy. Długość pierwszego członu funiculusa nie przekracza dwukrotności długości trzonka czułków. Pokładełko niewystające z gaster.
Gatunek znany wyłącznie z Gruzji.